# Municipio de West Branch (condado de Dickinson)
El municipio de West Branch (en inglés: West Branch Township) es un municipio ubicado en el condado de Dickinson en el estado estadounidense de Míchigan. En el año 2010 tenía una población de 63 habitantes y una densidad poblacional de 0,22 personas por km².

## Geografía
El municipio de West Branch se encuentra ubicado en las coordenadas 46°9′32″N 87°42′44″O / 46.15889, -87.71222. Según la Oficina del Censo de los Estados Unidos, el municipio tiene una superficie total de 289.69 km², de la cual 288,67 km² corresponden a tierra firme y (0,35 %) 1,02 km² es agua.

## Demografía
Según el censo de 2010, había 63 personas residiendo en el municipio de West Branch. La densidad de población era de 0,22 hab./km². De los 63 habitantes, el municipio de West Branch estaba compuesto por el 98,41 % blancos, el 1,59 % eran amerindios. Del total de la población el 1,59 % eran hispanos o latinos de cualquier raza.